# 한징
한징(韓澄, 1886년 2월 20일~1944년 2월 22일)은 한국의 한글학자자 독립운동가이다. 호는 효창이며 서울에서 출생하였다.

## 생애
1922년부터 10년간 <시대일보> <중외일보> <조선일보> 등의 기자를 지냈다. 1930년 이윤재와 함께 조선어학회 사전을 편찬하는 데 힘썼으며 이어 표준말 사정위원이 되었다. 1942년 '조선어학회 사건'에 관련되어 옥살이를 하던 중 1944년 함흥 감옥에서 사망했다. 1962년 대한민국 건국공로훈장 단장이 수여되었다.